# Colobothea lateralis
Colobothea lateralis là một loài bọ cánh cứng trong họ Cerambycidae.